# Route nationale 62 (Estonie)
Pour les articles homonymes, voir Route nationale 62.
La route nationale 62 (Tugimaantee 62) est une route nationale estonienne reliant Erastvere à Leevaku. Elle mesure 41,8 km.

## Tracé
- Comté de Põlva
  - Erastvere
  - Magari (en)
  - Põlgaste (en)
  - Sõreste (en)
  - Puskaru (en)
  - Kähri (en)
  - Tännassilma (en)
  - Metste (en)
  - Puuri (en)
  - Põlva
  - Himmaste (en)
  - Adiste (en)
  - Miiaste (en)
  - Kauksi (en)
  - Kanassaare (en)
  - Võuküla (en)
  - Leevaku